# تشارلز آرثر براون
تشارلز آرثر براون (بالإسبانية: Charles Arthur Brown)‏ هو قسيس بوليفي، ولد في 20 أغسطس 1919 في ذا برونكس في الولايات المتحدة، وتوفي في 14 مايو 1997 في تاريتاون في الولايات المتحدة.